# Vivaismo pistoiese

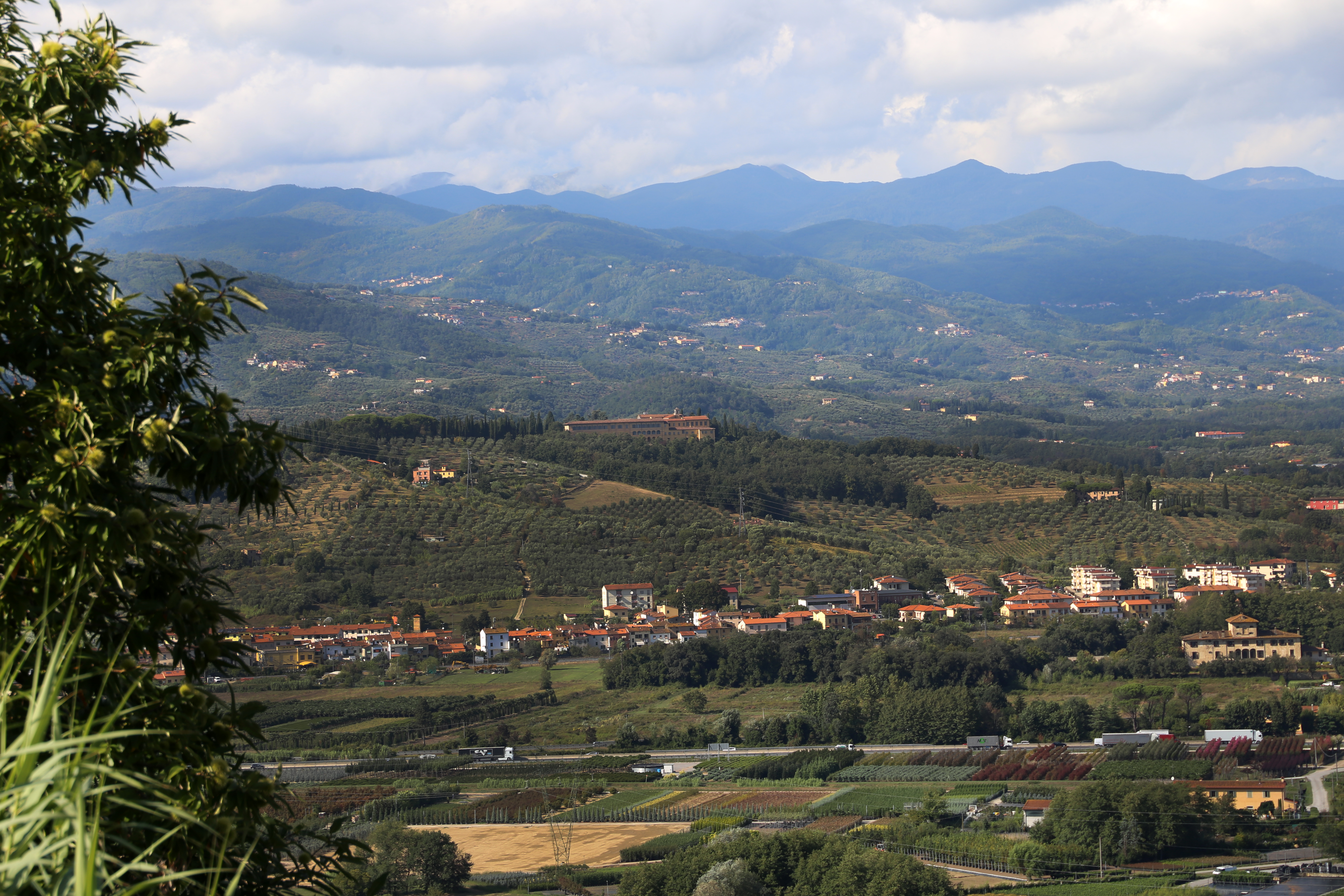
Veduta della piana di Pistoia. Si notano in basso terreni dedicati al vivaismo

Il vivaismo a Pistoia rappresenta la principale attività economica della città, e in questo settore è uno dei centri più importanti in Italia, con circa il 10% del territorio della provincia dedicato.

## Storia
Fin dall'antichità la città di Pistoia è stata famosa per la qualità degli ortaggi e dei frutti che produceva l'agricoltura. Merito di tre principali fattori: l'esposizione, il clima, la disponibilità di acqua.
Pistoia si trova infatti ai piedi dell'Appennino che la protegge dai venti freddi provenienti da Nord ed al tempo stesso le fornisce acqua in abbondanza. Il terreno è di natura alluvionale, unico nel suo genere perché sabbioso ed argilloso al tempo stesso, ideale per lo sviluppo dell'apparato radicale delle piante.
Il clima dovuto alla posizione ed all'esposizione favorisce la vegetazione, a Pistoia molte piante riescono a vegetare dalle tre alla quattro volte durante il periodo primaverile-autunnale, contro una o due volte di altre località. Nel 1859 la facoltà di Agraria di Firenze iniziò a coltivare alcune piante da fiore destinate ad importanti ville fiorentine. Subito emerse che le piante prodotte a Pistoia (allora nei terreni della zona di Piazza del Carmine, in pieno centro) avevano una qualità ed un vigore superiori.
In breve tempo la domanda crebbe e si iniziò a produrre in proprio. A causa della domanda in pochi anni i vivai crebbero in maniera geometrica, uscendo dagli orti cittadini ed espandendosi fuori dalle mura, nelle campagne circostanti. Con l'arrivo del nuovo secolo Pistoia divenne un potente nodo ferroviario e con un ingegnere francese appassionato di botanica, assunto dalle Ferrovie dello Stato per supervisionare i lavori, iniziò la coltura di piante ornamentali come magnolie, lagerstroemie, cipressi e betulle.
In pochi anni Pistoia divenne un grande unico vivaio-giardino con migliaia di specie e varietà coltivate. Dopo la Grande Guerra e dopo la seconda guerra mondiale il vivaismo pistoiese ebbe un notevole sviluppo, furono inventate tecniche di coltivazione, sistemi di conservazione delle piante fuori terra, ricercate e sperimentate nuove varietà.